# Хаджи-Мухаммад Хулухский
Хаджи Мухаммад Хулухский (Гази Мухаммад, Гаджи Магомед, лезг. Хъуьлуьхъ Гъази Мугьаммад; 1785—1837) — имам Кубинской провинции и руководитель Кубинского восстания. До восстания был сельским старшиной. После неудачных переговоров с российскими властями собрал вокруг себя до 12 000 человек и осадил Кубу. После отражения осады был арестован и казнён.

## Восстание
Крестьянское кубинское восстание началось в ответ на возраставшее давление колониальной администрации, требовавшей от Кубинской провинции послать рекрутов в Варшаву, однако позже расширилось и стало протестом против угнетения и поборов российских властей в целом. В марте-апреле 1837 года Хаджи-Мухаммад вместе со старейшинами передали коллективное прошение начальнику Гражданского управления Закавказского края Иосифу Реутту. Изначально Реутт выпустил устное распоряжение брать всадников добровольно, но, выслушав посетителей, отменил набор совсем. Это временно успокоило возмущённых жителей, готовых было к вооружённому восстанию. Спустя месяц Хаджи-Мухаммад снова отправился к Реутту вместе с десятью старейшинами, требуя выполнения остальных пунктов прошения: укрупнения магалов и снижения податей. На этот раз Реутт никак не отреагировал на посетителей.
В августе Хаджи-Мухаммад получил от имама Шамиля письмо, в котором тот упрекал кубинцев в мягкотелости и убеждал в том, что бумаги от российских властей ничего не стоят. Прочтя письмо, Хаджи-Мухаммад укрепился во мнении о необходимости вооружённого сопротивления, и созвал на обсуждение единомышленников под предлогом празднования свадьбы своей дочери. В 20-х числах августа вооружённые мужчины из окрестных деревень начали собираться в группы, которые затем отправились в село Джибир. Здесь был выработан стратегический план восстания и решение отправиться на Кубу. Активную роль в восстании играл также другой повстанец, Яр-Али, который по собственной инициативе захватил стоявших на гильских полях сенокосов-казаков; Хаджи-Мухаммаду это крайне не понравилось, и Яр-Али отпустил пленников.
Хаджи-Мухаммад вместе с Яр-Али напали на худатский пост и бескровно взяли его гарнизон в плен. После этого Хаджи-Мухаммад был избран руководителем восстания, ханом. Восстание охватило почти всю провинцию, а силы повстанцев росли с 400 человек в Джибире до 3000 готовивших осаду Кубы в селе Ахбиль на противоположном берегу Кубинки, которую перешло уже 7000 человек, и в селе Пишикбага (азерб. Pişikbağa) достигли 12 000. Помимо кубинцев в восстании принимали участие кызыкумыхи и крестьяне с юга Дагестана. В Пишикбаге Хаджи-Мухаммад назначил наибов по территориальному признаку и созвал военный совет для планирования атаки. Управлял обороной комендант города, майор Ищенко. Стены Кубы в момент нападения обветшали и частично разрушились, а защитников было не более 600 человек, считая 200 больных и раненых. Многие горожане поддерживали восстание и сотрудничали с войсками Хаджи-Мухаммада.

## Осада Кубы
Осада началась 4 сентября 1837 года, Хаджи-Мухаммад занял наблюдательный пост в селе Нюгеды, расположенном на горе. Несмотря на преимущество в численности, повстанцы не смогли быстро взять Кубу, и к вечеру были вынуждены покинуть город под натиском городского гарнизона. Повторные попытки взять Кубу не дали успехов, и повстанцы, потерпевшие значительные потери, отступили в Еврейскую слободу.
На подавление восстания стали стягивать лояльные империи силы: в пути были две роты грузинских линейных батальонов, дивизион нижегородских драгун под командованием генерала Л. Я. Саварсамидзе и 3200 солдат царской армии под командованием генерала Фезе, а также силы местных азербайджанских и дагестанских правителей, в том числе войска Казикумухского хана и ширванская милиция. Силы Хаджи-Мухаммада были деморализованы появлением казикумухских и ширванских отрядов, которые принялись грабить и повстанцев и город, и многие из них повернули назад; 11 сентября он приказал снять осаду и распустил войско, а сам вернулся в Хулух.

## Арест и смерть
В Хулухе Хаджи-Мухаммад отпустил пленных казаков из Худата и попытался спасти свою семью, сбежав в Кюринское ханство, но там был арестован предавшим его казикумухским ханом Мамед-Мирзой; арестованы были около 40 организаторов восстания, однако Яр-Али удалось сбежать. Хаджи-Мухаммад предстал перед военным судом вместе с 36 другими руководителями Кубинского восстания и дал показания. Его приговорили к смертной казни, а сына Новруза, не принимавшего участия в восстании, должны были сослать в Калугу, чего не произошло по причине смерти Новруза «от лихорадки» 17 октября 1838 года.